# كولين شنايدر
كولين شنايدر (بالإنجليزية: Colleen Schneider) هي ملاكمة تايلندية أمريكية، ولدت في 12 مارس 1982 في سيراكيوز في الولايات المتحدة.

## وصلات خارجية
- كولين شنايدر على موقع يو إف سي (الإنجليزية)
- كولين شنايدر على موقع بيلاتور (الإنجليزية)
- كولين شنايدر على موقع شيردوغ (الإنجليزية)
- كولين شنايدر على موقع Tapology.com (الإنجليزية)
- كولين شنايدر على موقع IMDb (الإنجليزية)